# مائورو گاتی
مائورو گاتی (انگلیسی: Mauro Gatti؛ زادهٔ ۱۲ ژوئن ۱۹۳۷) بازیکن فوتبال اهل ایتالیا است.
از باشگاه‌هایی که در آن بازی کرده‌است می‌توان به باشگاه فوتبال پادوا، باشگاه فوتبال اینتر میلان، باشگاه فوتبال رجانا، و باشگاه فوتبال ناپولی اشاره کرد.